# IC 1627
IC 1627 — галактика типу SBb (компактна витягнута галактика) у сузір'ї Фенікс.
Цей об'єкт міститься в оригінальній редакції індексного каталогу.